# Šembera (řeka)
Šembera (na dolním toku též Černavka) je řeka ve Středočeském kraji, levostranný přítok Výrovky, která je levým přítokem Labe. Délka jejího toku je 28,2 km. Plocha povodí měří
190,0 km².

## Průběh toku
Šembera pramení severně od Jevan. Protéká Tuchorazí, Českým Brodem, Klučovem a Poříčany. Ústí u obce Zvěřínek do Výrovky na jejím 3,4 říčním kilometru.
V okolí jejího toku se vyskytují zbytky tvrzí a hradišť (Šember, Dolany, Tuchoraz a Slovanské hradiště). Pod obcí Doubravčice je tok Šembery zahlouben v údolí s balvanitým řečištěm a skalkami na březích.

### Větší přítoky
- Kozojedský potok, zprava, ř. km ?
- Štíhlický potok, zleva, ř. km ?

- Lázný potok, zleva, ř. km 22,8
- Bušinec, zleva, ř. km 16,7
- Jalový potok, zprava, ř. km ?
- Bylanka, zprava, ř. km 12,3
- Milčický potok, zprava, ř. km ?

## Vodní režim
Průměrný průtok u ústí činí 0,56 m³/s.
Hlásné profily:
| místo      | říční km | plocha povodí | průměrný průtok (Qa) | stoletá voda (Q100) | poznámky           |
| ---------- | -------- | ------------- | -------------------- | ------------------- | ------------------ |
| Český Brod | 16,55    | 50,58 km²     | 0,15 m³/s            | 29,0 m³/s           | –                  |
| ústí       | 0,00     | 190,01 km²    | 0,56 m³/s            | –                   | není aktualizováno |

## Mlýny
Mlýny jsou seřazeny po směru toku řeky.
- Tuchorazský mlýn – Tuchoraz čp. 17, okres Kolín, kulturní památka
- Chouranický mlýn – čp. 324, Chouranice, Český Brod, okres Kolín, zaniklý